# Hieracium adenodontum
Hieracium adenodontum es una especie de planta con flor del género Hieracium, de la familia Asteraceae, orden Asterales.

## Distribución
Hieracium adenodontum se distribuye por Francia, Andorra y España.

## Taxonomía
Fue descrita científicamente por Arv.-Touv. & G. Gaut. Fue publicada en Hieracioth. Gall. 1: n.° 32-34 (1897).